# Workin' The Mix
Workin' The Mix é o primeiro álbum mixado pelo DJ Marky. Foi lançado pela gravadora Paradoxx em 1999.

## Faixas do CD
1. E-Z Rollers - Tough At The Top (8:05)
2. Peshay - Midgaterz (7:34)
3. John B - Pressure (5:01)
4. Known Unknown - Drumtrip (3:30)
5. DJ Swift - 2nd Strike (1:53)
6. Ed Rush & Optical - Sick Note (4:28)
7. Calyx - Acid Blues (5:41)
8. Bad Company -	The Nine (4:47)
9. Moving Fusion - The Beginning (3:55)
10. Ram Trilogy - No Reality (4:32)
11. John B - Salsa (Brazil Remix) (5:56)
12. Hype & Zinc -	Disappear (3:12)
13. Pascal & DJ Phantasy - Terradaktil (Future Forces Remix) (2:49)
14. D8A -	Ruff Beats (2:51)
15. Mulder - Can I Count It Off (5:21)